# Anders Andersen-Lundby
Anders Andersen-Lundby (født 16. december 1841 i Lundby, død 4. januar 1923 i München) var en dansk landskabsmaler fra Lundby Bakker ved Aalborg.
I 1861 rejste Andersen-Lundby til København, og her udstillede han i 1864 for første gang. I 1870 opnåede han popularitet ved at udstille vinterlandskaber, et motiv han vedblev at arbejde med. Fra 1876 var han og familien bosat i München, hvorfra han dog hyppigt både besøgte og udstillede i Danmark.
- Parti ved Rungsted, 1864
- Parti fra Rådvad med personer i robåde, 1872
- Tøvejr i en bøgeskov, 1881
- Vintermorgen. Motiv ved Starnberger See, 1885